# Cortland (New York)
Cortland ist eine City im US-Bundesstaat New York. Die Stadt hatte beim Census 2020 eine Einwohnerzahl von 17.556 und ist Verwaltungssitz des gleichnamigen Countys. Sie wird von Cortlandville umgeben.
Cortland ist benannt nach dem ersten Vizegouverneur des Staates, Pierre Van Cortlandt. Eine andere Bezeichnung für den Ort ist Crown City; den Namen verdankt die Stadt dem Umstand, dass sie deutlich erhöht über der umliegenden Landschaft liegt, diese also „bekrönt“.

## Geografie
Cortland liegt zwischen Syracuse und Binghamton. Nach Angaben des United States Census Bureau erstreckt sich das Stadtgebiet auf eine Fläche von 10 km², wovon 0,51 % auf Gewässer entfallen. Die Stadt grenzt an die Town Cortlandville.

## Geschichte
Das heutige Stadtgebiet wurde 1791 erstmals von Europäern besiedelt. 1853 erlangte die Siedlung den Status eines Village, 1900 als einundvierzigste Stadt im Bundesstaat den Status einer City. Nach Schaffung des Countys wurde Cortland zum Verwaltungssitz bestimmt. 
Der wirtschaftliche Schwerpunkt der Stadt lag im späten 19. Jahrhundert in der Drahtherstellung, das größte Unternehmen war Wickwire Brothers, welches mittels Drahtziehen grobmaschige Gitter herstellte, die für Fliegengitter verwendet wurden. In den repräsentativen Wohngebäuden der Gründerfamilie sind heute verschiedene städtische Einrichtungen wie eine Schule und ein Museum untergebracht. In Cortland war zudem Brockway Motor Trucks, ein Pionier der Truckproduktion, ansässig.
Seit 1868 ist in Cortland ein Standort der State University of New York.

## Demografie
Zum Zeitpunkt des Census 2010 bewohnten die Stadt 19.204 Personen, es ist also im Hinblick auf die Zahl von 2000 (18.740 Einwohner) ein Wachstum zu verzeichnen. Die Bevölkerung verteilte sich im Jahr 2000 auf 6.922 Haushalte. Die Bevölkerungsdichte betrug 1.845,8 Personen pro km². Die Bevölkerung setzte sich aus 95,72 % Weißen, 1,56 % Afroamerikanern, 0,57 % Asiaten und 0,25 % Indianern zusammen. 0,56 % gaben an, einer anderen Rasse anzugehören, 1,33 % gemischtrassig zu sein. Unabhängig von ihrer ethnischen Zugehörigkeit waren 1,72 % der Bevölkerung Hispanics. Das Pro-Kopf-Einkommen betrug 14.267 US-Dollar.  

## Persönlichkeiten
Söhne und Töchter
- Alton B. Parker (1852–1926), Rechtsanwalt und Politiker
- Elmer Ambrose Sperry (1860–1930), Erfinder
- Robert Goodnough (1917–2010), Maler
- Martin S. Hirsch (* 1939), Mediziner, Virologe, Hochschullehrer
- Mark Nauseef (* 1953), Jazz-Perkussionist

Personen mit Beziehung zur Stadt
- Nathan Lewis Miller (1868–1953), Politiker, besuchte die Schule und die Universität in der Stadt
- Spiegle Willcox (1903–1999), Jazzposaunist, starb in Cortland
- Ronnie James Dio (1942–2010), Metalmusiker, wuchs in der Stadt auf und besuchte hier die Schule